# Clynotis severus
Clynotis severus är en spindelart som först beskrevs av Koch L. 1879.  Clynotis severus ingår i släktet Clynotis och familjen hoppspindlar. Inga underarter finns listade i Catalogue of Life.